# Истеми-каган
Истеми Багадур-ябгу — младший брат Бумын-кагана из династии Ашина, ябгу (второе лицо в государстве) Тюркского каганата с 552 по 576 годы, на протяжении двадцати лет руководил западной политикой каганата и был почти независимым правителем западных территорий. Благодаря Истеми тюрки поставили под свой контроль Великий шёлковый путь, завязали тесные отношения с Ираном и Византией, уничтожили государство эфталитов и расширили границы каганата до Чёрного моря.
Известен также как Сильзивул или Дизавул в византийских, Синджибу в арабских, Хакан-И-Чин в иранских и Шидяньми/Шэдими или Сэдими Мохеду шеху (室點密) в китайских исторических сочиненях. Дед иранского шахиншаха из династии Сасанидов Ормизда IV и прадед Хосрова II Парвиза.

## До 554 года
Истеми был младшим братом и соратником Бумын-кагана, вместе с ним участвовал в войне с Жужаньским каганатом. Под его началом состояли десять североалтайских огурских племенных вождей (потомками этих племён, вероятно, являются шорцы, кумандинцы, челканцы и др.), что, по-видимому, объясняет огурское, а не собственно-тюркское происхождение его имени. После того как Бумын принял титул кагана под именем Иль-хан в 552 году, он назначил Истеми ябгу, сделав его вторым человеком в каганате.

## Первый поход на запад 554—558 годов
В 553 либо 554 году после разгрома жужаней тюрками в столицу Тюркского каганата прибыло иранское посольство, преследовавшее цель заключения военного союза против государства эфталитов — врага Ирана и бывшего союзника Жужаньского каганата. Для тюрков перспектива союза открывала возможность закрепиться в Средней Азии и взять под свой контроль Великий шёлковый путь. Договор был скреплён браком шахиншаха Хосрова I Ануширвана с дочерью Истеми (от этого брака родился будущий шахиншах Ормизд IV).
По поручению Мукан-кагана Истеми во главе большой армии выступил на запад весной 554 года. Не встречая по пути серьёзного сопротивления, ябгу к 555 году дошёл до Аральского моря. По пути им были подчинены усуни, нушиби, дулу, а также подвластные эфталитам Хотан, княжества Семиречья и Хорезм. Эфталиты были не в состоянии отреагировать на эти события из-за войны в Индии.
Истеми, зная о занятости Хосрова I Ануширвана боевыми действиями с византийцами, также не стал в одиночку атаковать эфталитов, обратив внимание на север, где в 556 году подчинил абаров и наткнулся на сопротивление хионитов, вар, огоров и, возможно, примкнувшей к ним части жужаней. Война с ними тянулась до 558 года, когда тюркам удалось изгнать остатки разбитых племён за Урал (там беглецы стали известны как авары). Подойдя к берегам Волги, тюрки не стали форсировать реку, а вернулись назад. К этому времени (в 557 году) Иран заключил перемирие с Византией и был готов вместе с тюрками начать войну с эфталитами.

## Война с эфталитами 560—565 годов
Царь эфталитов Гатфар сам спровоцировал войну, приказав убить тюркских послов, направлявшихся через его территорию в Иран в 560 году. Уже в 562 году войска шахиншаха Хосрова І Ануширвана нанесли эфталитам поражение и заняли Тохаристан. Вслед за этим удар нанесли и тюрки, захватившие Чач. Перейдя реку Чирчик, Истеми занял Самарканд. Основные войска эфталитов, сосредоточившиеся у Бухары, не решились принять бой на равнине и отступили в горы. Решающее сражение состоялось в 565 году возле Карши, длилось восемь дней и завершилось победой Истеми. Эфталиты свергли царя Гатфара, избрав вместо него чаганианского князя Фагониша, попытавшегося склонить против тюрков Иран, однако Хосров І Ануширван вернулся в Хорасан. Государство эфталитов прекратило своё существование и было разделено между тюрками и иранцами.

## Война с Ираном 568—571 годов
При разделе прежних владений эфталитов тюркам достался Согд. Согдийцы — одни из главных действующих лиц в азиатской торговле — были обязаны тюркам прекращением жужаньских грабежей и эфталитских войн. Однако их желание наладить торговлю с Европой натолкнулось на препятствование иранцев поступлению неконтролируемого количества товаров в Византию. Согдийцы уговорили Истеми направить их представителя Маниаха во главе посольства в Иран. Но Хосров І Ануширван выкупил весь привезённый ими груз шёлка и демонстративно сжёг его, дав понять, что провоз товаров через Иран не в его интересах. Второе посольство, на этот раз состоявшее из тюрков, также было безуспешным.
Истеми принял решение начать войну, поводом к которой стала смерть тюркских послов от болезни в Иране, что было списано на отравление. Прежде, чем начать боевые действия, Истеми в 568 году заключил торговый и военный союз с Византией, к которой уже ранее направлял посольства в 562 и 563 годах (тогда целью было недопущение союза византийцев с аварами). Византийский император Юстин II для заключения союза использовал посольство Земарха.
Ещё в 567 году тюрки перешли Волгу и проникли на Кавказ. Движение было обусловлено стремлением преследовать аваров и попыткой проложить северный торговый путь в Византию в обход Ирана. В 568 году Истеми, подчинив по дороге утигуров и хазар (последние приняли сторону тюрков, что обусловило их возвышение над другими народами региона), подошёл к северной границе Ирана возле Дербента. Тюрки потребовали от Хосрова І выплату дани, но получили отказ — недавно обновлённые дербентские укрепления были непроходимыми для степняков, в чём иранцы были уверены. Истеми пришлось отступить. На обратном пути он захватил Аланию, бывшую союзником аваров. В 569 году Истеми вернулся в Согд.
В 570 году тюркские послы пытались убедить византийского императора Юстина ІІ начать наступление на Иран с запада, но тот медлил (война началась лишь в 572 году). Не имея возможности вести войну в одиночку и учитывая, что иранцы с самого начала не хотели войны, Истеми пошёл на заключение с Хосровом I мира. По условиям договора граница между каганатом и Ираном прошла по Аму-Дарье, а Иран обязался выплачивать тюркам ежегодную дань в размере 40 тысяч золотых динаров.

## Конфликт с Ираном в Картли в 575 году
Несмотря на заключённый в 571 году мир, Тюркский каганат остался враждебен Ирану, поощряя ведение ирано-византийских войн. К этому времени тюрки окончательно закрепились на Кавказе, став в восточном Причерноморье соседями Византии и оттеснив аваров (в том числе и после вооружённых столкновений) в Подунавье.
Одним из регионов, где регулярно сталкивались интересы Ирана и Византии было Закавказье. Одно из грузинских владений — Картли, ранее бывшее провинцией Ирана, получило в лице византийского ставленника Гуарама Багратида царя. В 575 году тюркские войска помогли Гуараму добиться независимости от Ирана и обрести престол.